# 北原町 (名古屋市)
北原町（きたはらちょう）は、愛知県名古屋市瑞穂区の地名。現行行政地名は北原町1丁目から北原町3丁目。住居表示未実施地域。

## 地理
名古屋市瑞穂区中央部に位置する。東は瑞穂通、西は船原町・平郷町・豆田町・瑞穂町字下ノ切、南は薩摩町・西ノ割町、北は高田町に接する。西から順に1丁目～3丁目がある。

## 歴史
大部分が江戸期まで愛知郡本願寺村であった地域にあたるが、北部は高田村や名古屋新田の領地も入り込んでいた。

### 町名の由来
瑞穂町の小字名「北原」による。本願寺村の北部に位置したことに由来するという。
字名は江戸期から確認でき、寛政年間の本願寺村絵図に「北原」と記載がある。

### 行政区画の変遷
- 1934年（昭和9年）7月20日 - 南区瑞穂町字下ノ切・薩摩・北原・神ノ内・西ノ割・東藤塚・佐渡の各一部により、同区北原町1～3丁目として成立[1]。
- 1937年（昭和12年）10月1日 - 昭和区成立に伴い、同区北原町となる[4]。
- 1944年（昭和19年）2月11日 - 瑞穂区成立に伴い、同区北原町となる[4]。
- 1945年（昭和20年）9月26日 - 瑞穂区瑞穂町字西ノ割・中ノ割・東前田の各一部を2～3丁目に編入する[1]。
- 1948年（昭和23年）10月1日 - 当地において愛知県立瑞陵高等学校が成立[WEB 6]。
- 1950年（昭和25年）7月15日 - 瑞穂区瑞穂町字興ノ坊・薩摩・下之切・神ノ内・北原の各一部を1～3丁目に編入する[1]。

## 世帯数と人口
2019年（平成31年）3月1日現在の世帯数と人口は以下の通りである。
| 町丁   | 世帯数  | 人口    |
| ------ | ------- | ------- |
| 北原町 | 548世帯 | 1,094人 |

### 人口の変遷
国勢調査による人口の推移
| 1950年（昭和25年） | 1,561人 | [ 5 ]     |  |
| 1955年（昭和30年） | 1,618人 | [ 5 ]     |  |
| 1960年（昭和35年） | 1,879人 | [ 6 ]     |  |
| 1965年（昭和40年） | 1,833人 | [ 6 ]     |  |
| 1970年（昭和45年） | 1,656人 | [ 7 ]     |  |
| 1975年（昭和50年） | 1,487人 | [ 7 ]     |  |
| 1980年（昭和55年） | 1,338人 | [ 8 ]     |  |
| 1985年（昭和60年） | 1,078人 | [ 8 ]     |  |
| 1990年（平成2年）  | 1,131人 | [ 9 ]     |  |
| 1995年（平成7年）  | 1,055人 | [ 10 ]    |  |
| 2000年（平成12年） | 992人   | [ WEB 7 ] |  |
| 2005年（平成17年） | 1,116人 | [ WEB 8 ] |  |
| 2010年（平成22年） | 1,066人 | [ WEB 9 ] |  |

## 学区
市立小・中学校に通う場合、学校等は以下の通りとなる。また、公立高等学校に通う場合の学区は以下の通りとなる。なお、小・中学校は学校選択制度を導入しておらず、番毎で各学校に指定されている。
| 丁目        | 小学校                                                         | 中学校                                          | 高等学校 |
| ----------- | -------------------------------------------------------------- | ----------------------------------------------- | -------- |
| 北原町1丁目 | 名古屋市立御劔小学校 名古屋市立高田小学校 名古屋市立瑞穂小学校 | 名古屋市立瑞穂ヶ丘中学校 名古屋市立津賀田中学校 | 尾張学区 |
| 北原町2丁目 | 名古屋市立瑞穂小学校                                           | 名古屋市立津賀田中学校                          | 尾張学区 |
| 北原町3丁目 | 名古屋市立瑞穂小学校                                           | 名古屋市立津賀田中学校                          | 尾張学区 |

## 交通

### バス
- 名古屋市営バス（名古屋市交通局）
  - 瑞陵高校停留所[WEB 12]
    - アのりば - □瑞穂巡回系統（桜山・博物館経由右回り新瑞橋行）
    - イのりば - ■金山14号系統・□瑞穂巡回系統（大喜経由左大回り新瑞橋行）（瑞穂運動場東行）

  - 瑞穂区役所停留所[WEB 13]
    - 6番のりば - ■金山14号系統（金山行）・□瑞穂巡回系統（豆田町・高辻経由右大回り新瑞橋行）

## 施設
- 愛知県立瑞陵高等学校[3]
- 名古屋市消防局瑞穂消防署[3]
- 神ノ内八幡社[3]
- 日蓮宗立正寺
- Radio NEO

2014年（平成26年）4月にInterFMNAGOYAとして開局し、2015年（平成27年）10月に「RadioNEO」として独立したが、2020年（令和2年）6月末をもって閉局した。
その後、同局の建物を利用し2021年4月に保育園『こどもの園 もくれん北原』が開業した。

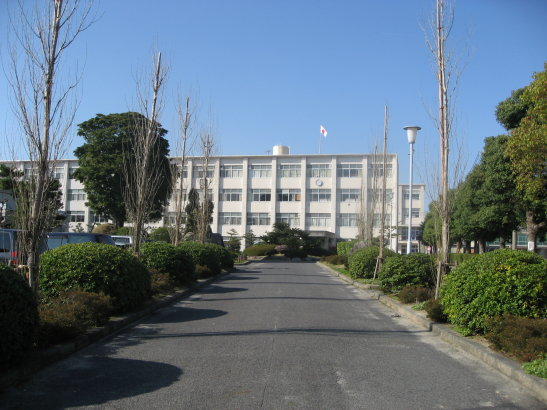
愛知県立瑞陵高等学校
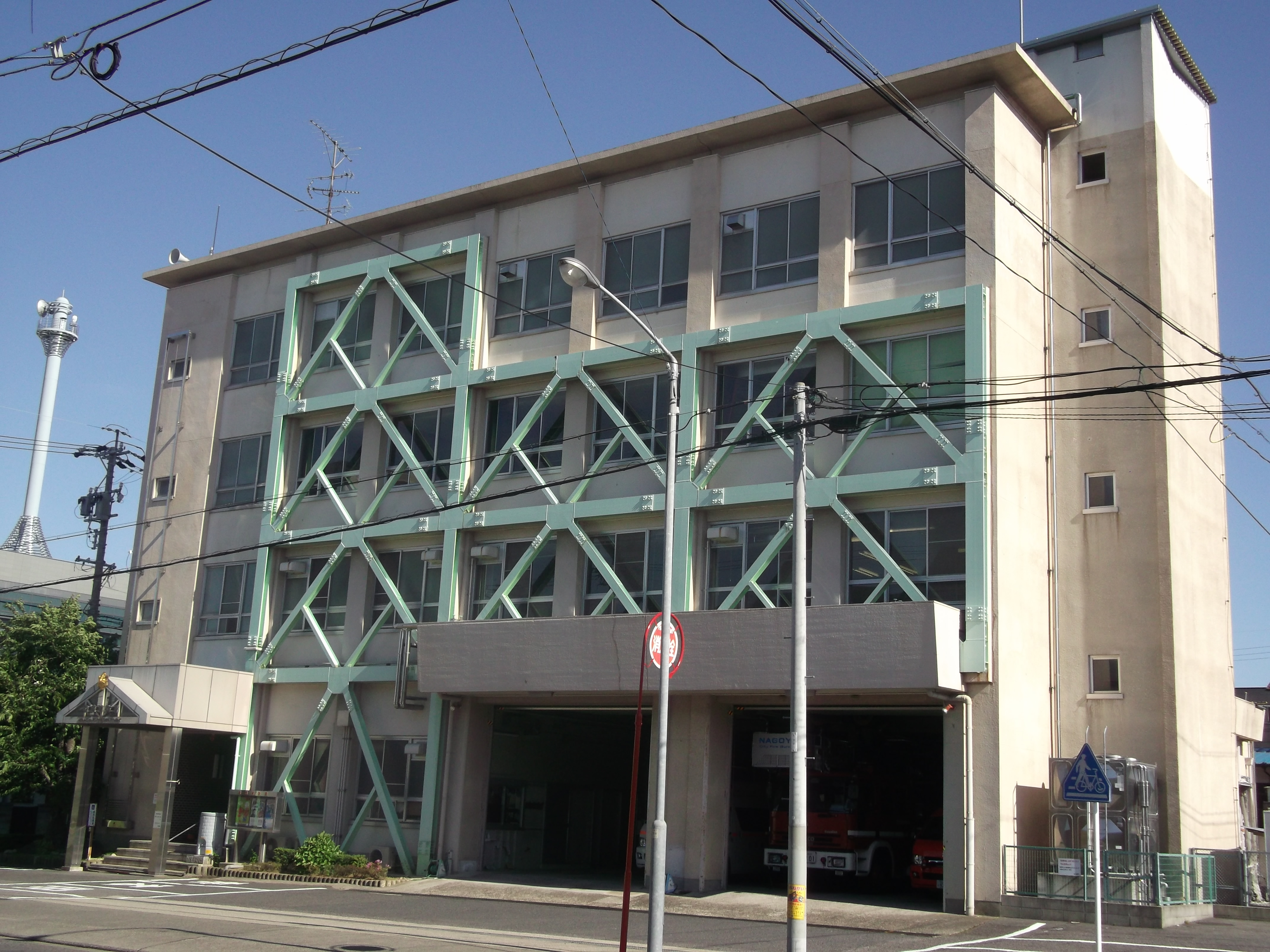
名古屋市消防局瑞穂消防署（2014年5月）
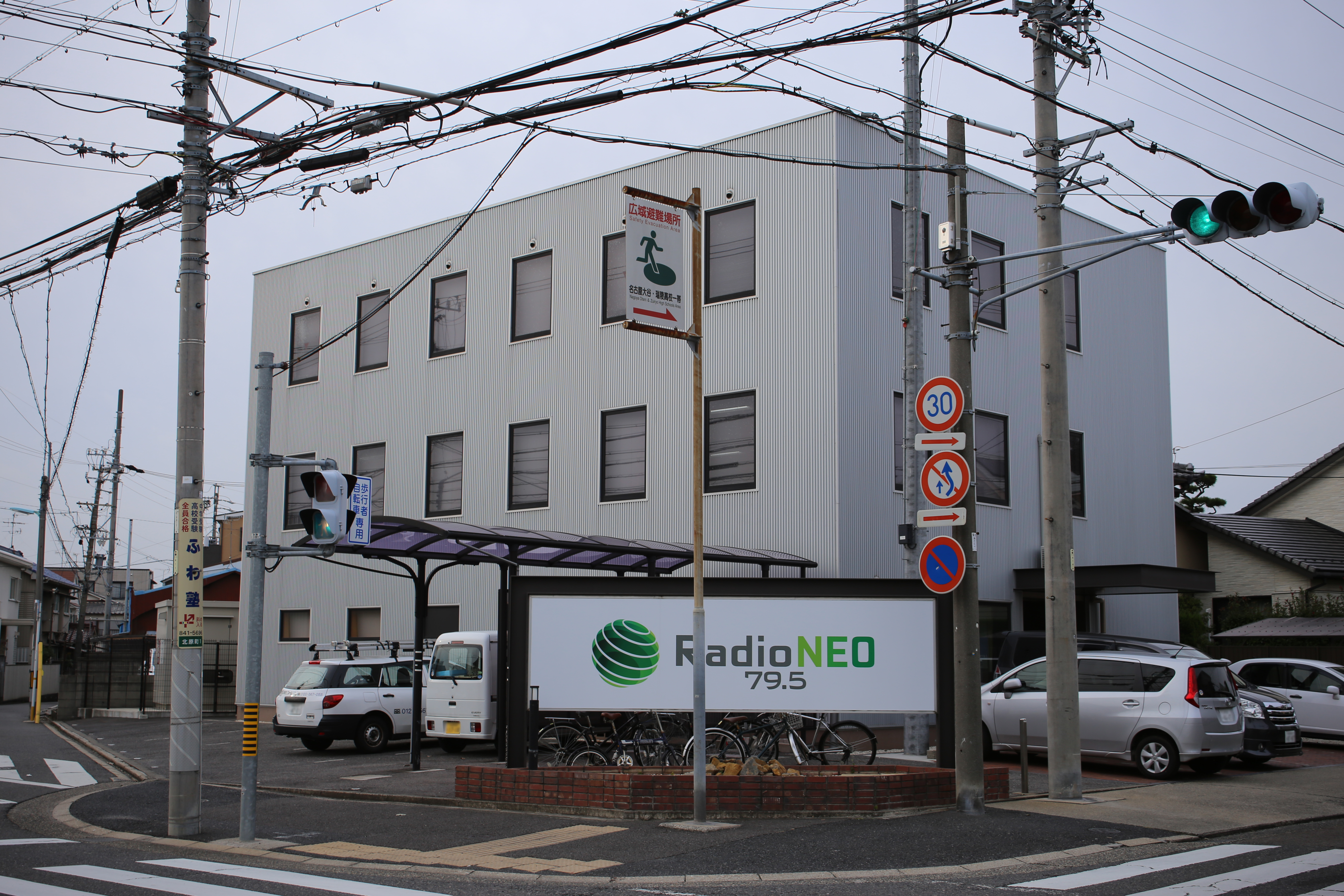
Radio NEO（2015年11月）※現：こどもの園もくれん北原
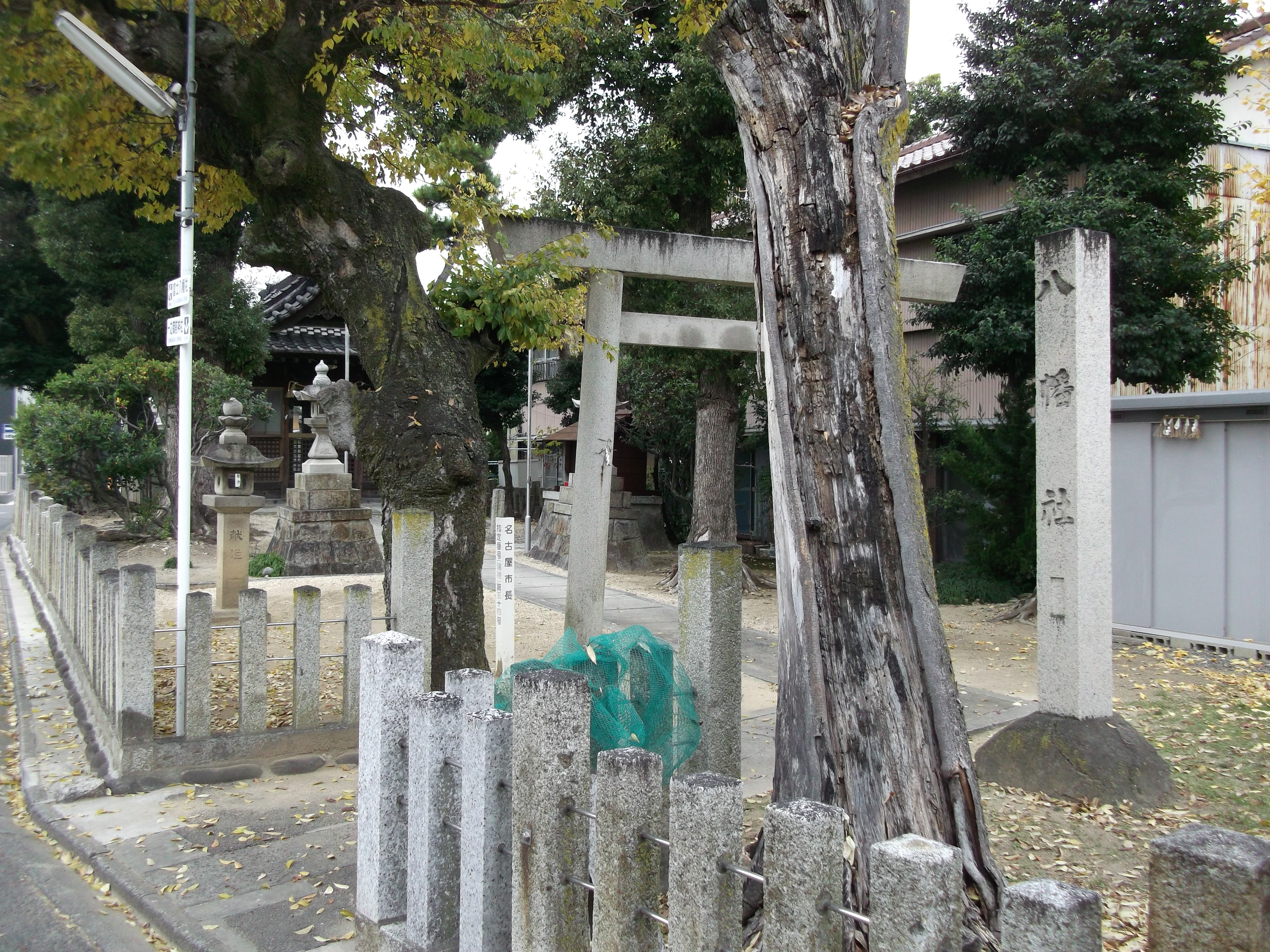
神之内八幡社（2013年12月）

## その他

### 日本郵便
- 郵便番号 : 467-0811[WEB 3]（集配局：瑞穂郵便局[WEB 15]）。

### WEB
1. ↑  “愛知県名古屋市瑞穂区の町丁・字一覧”.   人口統計ラボ. 2019年3月21日閲覧。
2. 1 2  “町・丁目(大字)別、年齢(10歳階級)別公簿人口(全市・区別)”.   名古屋市 (2019年3月20日). 2019年3月21日閲覧。
3. 1 2  “郵便番号”.  日本郵便. 2019年3月17日閲覧。
4. ↑  “市外局番の一覧”.   総務省. 2019年1月6日閲覧。
5. ↑  名古屋市役所市民経済局地域振興部住民課町名表示係 (2015年2月10日). “瑞穂区の町名一覧”.   名古屋市. 2015年10月8日閲覧。
6. ↑  “沿革”.   愛知県立愛知商業高等学校. 2016年5月21日閲覧。
7. ↑  名古屋市役所総務局企画部統計課統計係 (2005年7月1日). “（刊行物）名古屋の町(大字)・丁目別人口 (平成12年国勢調査) (8)瑞穂区(第1表から第3表)” (xls). 2015年10月15日閲覧。
8. ↑  名古屋市役所総務局企画部統計課統計係 (2007年6月27日). “（刊行物）名古屋の町(大字)・丁目別人口 (平成17年国勢調査) (8)瑞穂区(第1表から第3表）” (xls). 2015年10月15日閲覧。
9. ↑  名古屋市役所総務局企画部統計課統計係 (2012年4月22日). “（刊行物）名古屋の町(大字)・丁目別人口 (平成22年国勢調査) (8)瑞穂区(第1表から第3表）” (xls). 2015年10月15日閲覧。
10. ↑  “市立小・中学校の通学区域一覧”.   名古屋市 (2018年11月10日). 2019年1月14日閲覧。
11. ↑  “平成29年度以降の愛知県公立高等学校（全日制課程）入学者選抜における通学区域並びに群及びグループ分け案について”.   愛知県教育委員会 (2015年2月16日). 2019年1月14日閲覧。
12. ↑  名古屋市交通局. “なごや地図ナビ 瑞陵高校”. 2014年3月31日閲覧。
13. ↑  名古屋市交通局. “なごや地図ナビ 瑞穂区役所”. 2014年3月31日閲覧。
14. ↑  “4/1 認可保育所『こどもの園 もくれん北原』がオープン！閉局した『Radio NEO』の跡地。【瑞穂区開店】”. 2023年3月6日閲覧。
15. ↑  郵便番号簿 平成29年度版 - 日本郵便. 2019年03月21日閲覧 (PDF)

### 書籍
1. 1 2 3 4  瑞穂区制施行50周年記念事業実行委員会 1994, p. 607.
2. ↑  「角川日本地名大辞典」編纂委員会 1989, p. 1518.
3. 1 2 3 4  名古屋市計画局 1992, p. 384.
4. 1 2  名古屋市計画局 1992, p. 806.
5. 1 2  名古屋市総務局企画室統計課 1957, p. 84・85.
6. 1 2  名古屋市総務局企画部統計課 1967, p. 77・78.
7. 1 2  名古屋市総務局統計課 1977, p. 52.
8. 1 2  名古屋市総務局統計課 1986, p. 73・74.
9. ↑  名古屋市総務局企画部統計課 1991, p. 42.
10. ↑  名古屋市総務局企画部統計課 1996, p. 113.

### 統計資料
- 名古屋市総務局企画室統計課 編『昭和31年版 名古屋市統計年鑑』名古屋市、1957年。
- 名古屋市総務局企画部統計課 編『昭和41年版 名古屋市統計年鑑』名古屋市、1967年。
- 名古屋市総務局統計課 編『昭和51年版 名古屋市統計年鑑』名古屋市、1977年。
- 名古屋市総務局統計課 編『昭和60年国勢調査 名古屋の町・丁目別人口（昭和60年10月1日現在）』名古屋市役所、1986年。
- 名古屋市総務局企画部統計課 編『平成2年国勢調査 名古屋の町（大字）別・年齢別人口（平成2年10月1日現在）』名古屋市役所、1994年。
- 名古屋市総務局企画部統計課 編『平成7年国勢調査 名古屋の町（大字）・丁目別人口（平成7年10月1日現在）』名古屋市役所、1996年。